# Marathon van Amsterdam 2009

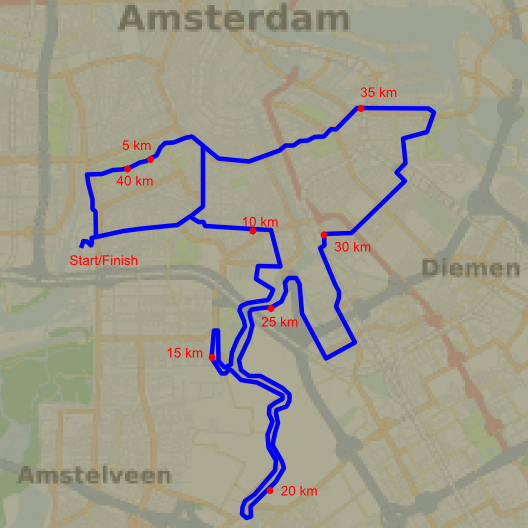
Het parcours van de marathon

De marathon van Amsterdam 2009 vond plaats op zondag 18 oktober 2009. Het was de 34e editie van deze marathon.
De wedstrijd werd gelopen onder ideale omstandigheden. Bij de mannen begon de 21-jarige Keniaanse Gilbert Yegon bij het 35 kilometerpunt te trekken aan de kopgroep en liep lange tijd op een schema onder de 2 uur en 6 minuten. Bij het Olympische Stadion bekomen moest hij iets gas terugnemen en finishte zijn eerste marathon in 2:06.18. De wedstrijd bij de vrouwen werd gewonnen door de Ethiopische Eyerusalem Kuma in 2:27.43.
Met ruim 26.000 inschrijvingen (waarvan circa 19.000 mensen kwamen opdagen) werd een nieuw record gevestigd. Onder de deelnemers waren ruim 9.000 inschrijvingen uit het buitenland. Er waren lopers uit 75 verschillende landen. Niet alle 19.000 liepen de volledige marathon; er kon ook gekozen worden voor een halve marathon of voor kortere afstanden. In totaal finishten 7880 marathonlopers de wedstrijd, waarvan 1533 vrouwen. Een Belgische loper werd onderweg onwel en overleed in het ziekenhuis.
Voor het eerst sinds 1988 was Amsterdam weer het toneel van het Nederlands kampioenschap op de marathon. De titel ging dit keer naar Koen Raymaekers, die een tijd van 2:12.59 liep. De opvolger van Greg van Hest bleef daarmee Hugo van den Broek (2:13.25) en Patrick Stitzinger (2:15.01) voor. Bij de vrouwen kwam Hilda Kibet als eerste Nederlandse over de finish, in een persoonlijk record van 2:30.33. Lange tijd liep zij op een schema van 2 uur en 26 minuten, maar dat tempo kon ze niet volhouden tot de finish.

## Uitslagen

### NK marathon mannen
| rang   | naam               | tijd    |
| ------ | ------------------ | ------- |
| Goud   | Koen Raymaekers    | 2:12.59 |
| Zilver | Hugo van den Broek | 2:13.25 |
| Brons  | Patrick Stitzinger | 2:15.01 |
| 4      | Robert Ton         | 2:17.29 |
| 5      | Rens Dekkers       | 2:18.04 |
| 6      | Neals Strik        | 2:18.10 |
| 7      | Ronald Schröer     | 2:18.14 |
| 8      | Jeroen Veldhuis    | 2:21.58 |
| 9      | Jelte Brontsema    | 2:23.32 |
| 10     | Christian de Lie   | 2:24.46 |

### Mannen

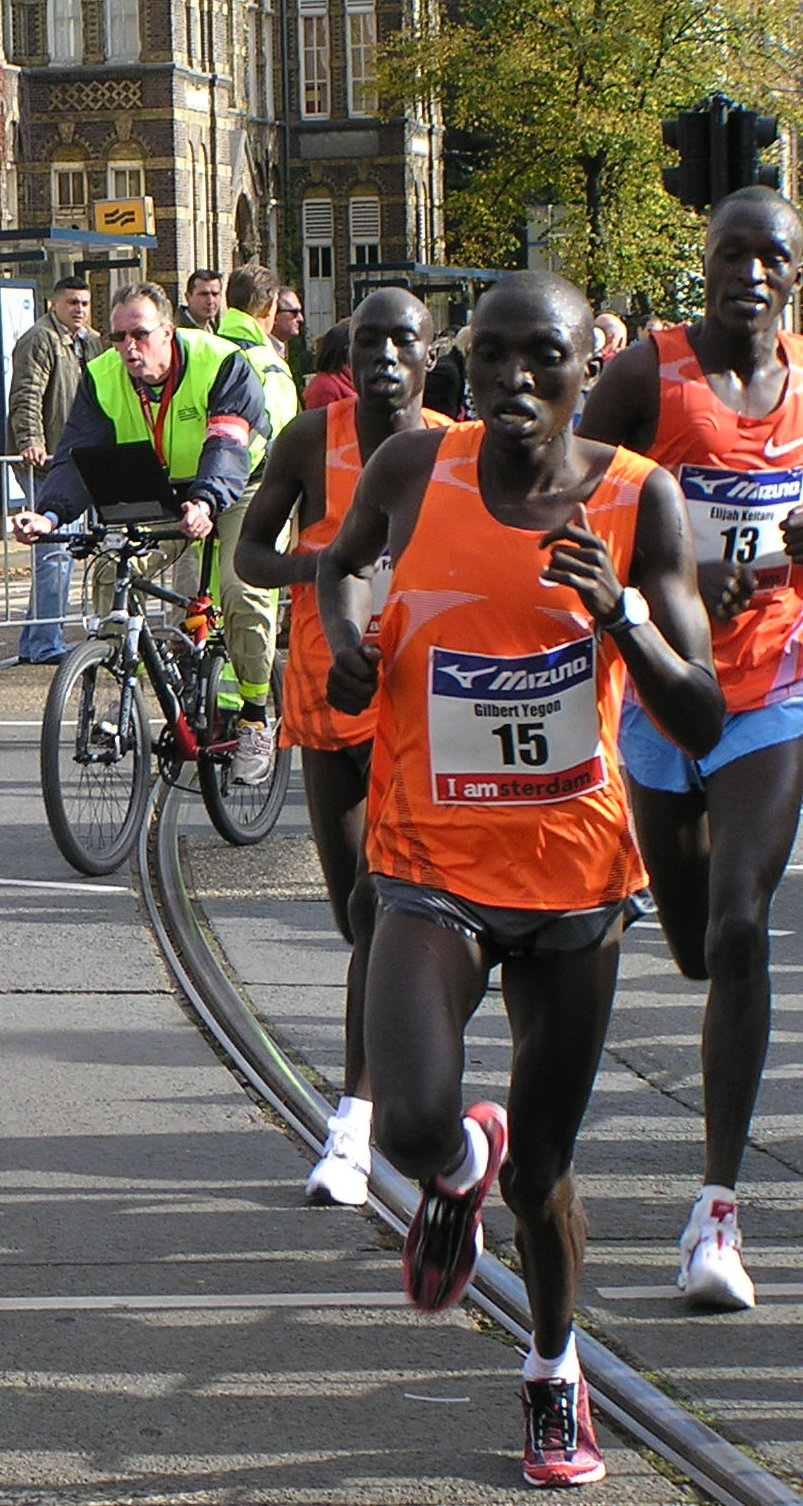
Gilbert Yegon aan de leiding, achter hem met nr. 13 Elijah Keitany

| rang   | naam                    | land | tijd    | opmerkingen                  |
| ------ | ----------------------- | ---- | ------- | ---------------------------- |
| Goud   | Gilbert Yegon           | KEN  | 2:06.18 | parcoursrecord + debuut + pr |
| Zilver | Elijah Keitany          | KEN  | 2:06.41 | pr                           |
| Brons  | Paul Biwott             | KEN  | 2:07.02 |                              |
| 4      | Tereje Wodajo           | ETH  | 2:07.45 | pr                           |
| 5      | Nicholas Chelimo        | KEN  | 2:07.46 |                              |
| 6      | Daniel Yego             | KEN  | 2:08.20 |                              |
| 7      | Daniel Kosgei           | KEN  | 2:08.58 |                              |
| 8      | Getu Feleke             | ETH  | 2:09.32 |                              |
| 9      | Tesfaye Tola            | ETH  | 2:10.22 |                              |
| 10     | Evans Kiplagat Barkowet | KEN  | 2:10.46 |                              |
| 11     | Dan Robinson            | GBR  | 2:12.14 | pr                           |
| 12     | Charles Kibiwott        | KEN  | 2:12.40 |                              |
| 13     | Koen Raymaekers         | NED  | 2:12.59 | 1e NK                        |
| 14     | Robert Kipchumba        | KEN  | 2:13.01 |                              |
| 15     | Hugo van den Broek      | NED  | 2:13.25 | 2e NK                        |
| 16     | Patrick Stitzinger      | NED  | 2:15.01 | 3e NK + pr                   |
| 17     | Makoto Ogura            | JPN  | 2:15.13 |                              |
| 18     | Getu Birbo              | ETH  | 2:16.19 |                              |
| 19     | Tesfaye Bekele          | ETH  | 2:17.23 |                              |
| 20     | Robert Ton              | NED  | 2:17.29 | 4e NK                        |

### Vrouwen
| rang   | naam                  | land | tijd    | opmerkingen |
| ------ | --------------------- | ---- | ------- | ----------- |
| Goud   | Eyerusalem Kuma       | ETH  | 2:27.43 |             |
| Zilver | Woinshet Girma        | ETH  | 2:29.50 |             |
| Brons  | Hilda Kibet           | NED  | 2:30.33 | 1e NK       |
| 4      | Etalemahu Kidane      | ETH  | 2:31.11 |             |
| 5      | Maria Teresa Pulido   | ESP  | 2:32.53 |             |
| 6      | Meseret Legesse       | ETH  | 2:33.18 |             |
| 7      | Miriam van Reijen     | NED  | 2:44.02 | 2e NK       |
| 8      | Collette Fagan        | GBR  | 2:45.11 |             |
| 9      | Cicilia Fager         | SWE  | 2:45.46 |             |
| 10     | Gladys Ganiel-O'Neill | GBR  | 2:46.46 |             |
| 11     | Stijntje Reulen       | NED  | 2:48.44 | 3e NK       |
| 12     | Esther Schipper       | NED  | 2:50.50 | 4e NK       |
| 13     | Lauren Stewart        | GBR  | 2:51.00 |             |
| 14     | Marlies Overbeeke     | NED  | 2:53.57 | 5e NK       |
| 15     | Fa Adda               | NED  | 2:54.40 | 6e NK       |

1975 ·
1976 ·
1977 ·
1978 ·
1979 ·
1980 ·
1981 ·
1982 ·
1983 ·
1984 ·
1985 ·
1986 ·
1987 ·
1988 ·
1989 ·
1990 ·
1991 ·
1992 ·
1993 ·
1994 ·
1995 ·
1996 ·
1997 ·
1998 ·
1999 ·
2000 ·
2001 ·
2002 ·
2003 ·
2004 ·
2005 ·
2006 ·
2007 ·
2008 ·
2009 ·
2010 ·
2011 ·
2012 ·
2013 ·
2014 ·
2015 ·
2016 ·
2017 ·
2018 ·
2019 ·
2020 ·
2021 ·
2022 ·
2023 ·
2024 ·
2025